# Romance grego antigo
Cinco romances gregos antigos sobreviveram completos desde a antiguidade: Calírroe de Cáriton (meados do século I), Leucipe e Clitofonte de Aquiles Tácio (início do século II), Dáfnis e Cloé de Longo (século II), Conto Efésio de Xenofonte de Éfeso (final do século II) e As Etiópicas de Heliodoro de Emesa (século III). Há também numerosos fragmentos preservados em papiros ou em citações, e resumos na Bibliotheca de Fócio, um Patriarca Ecumênico do século IX. Os títulos de mais de vinte romances gregos antigos são conhecidos, mas a maioria deles sobreviveu apenas de forma incompleta e fragmentada. O não atribuído Metíoco e Partênope pode estar preservado pelo que parece ser uma tradução persa fiel do poeta Unsuri. O romance grego como gênero começou no primeiro século d.C. e floresceu nos primeiros quatro séculos; é portanto um produto do Império Romano. A relação exata entre o romance grego e os romances latinos de Petrônio e Apuleio é debatida, mas a maioria dos estudiosos considera que ambos os escritores romanos tiveram conhecimento e, até certo ponto, foram influenciados pelos romances gregos.

## Terminologia
Nenhum termo grego antigo é conhecido para o gênero de ficção em prosa. Os escritores modernos podem referir-se a essas obras como "romances", embora esses termos tenham sido inventados para obras medievais e modernas. Em outras línguas europeias, termos cognatos de "romance" são usados em francês, alemão, italiano, enquanto novela é usada em espanhol.

## Gênero
A maioria dos estudiosos concorda que os cinco romances gregos sobreviventes constituem um gênero coerente, embora flexível, mas nenhum nome para esse gênero é conhecido desde a antiguidade. Os críticos literários contemporâneos geralmente omitem as extensas narrativas em prosa da antiguidade nas discussões do romance. Não há distinções claras de gênero entre as cinco novelas "românticos" e outras obras de ficção em prosa grega, como a História Verdadeira de Luciano, o Romance de Alexandre e o Romance de Esopo.
B. P. Reardon tem as seguintes qualificações para definir um romance "ficção narrativa em prosa—literatura imaginativa e criativa, suficientemente semelhante ao que chamamos de romances para justificar o termo aqui". Esta definição permite-lhe estender a categoria para incluir, além dos cinco romances canônicos, O Asno, de Pseudo-Luciano, História Verdadeira, de Luciano, Romance de Alexandre, de Pseudo-Calístenes, e A História de Apolônio, Rei de Tiro, escrito anonimamente.
Embora os enredos dos romances sobreviventes pareçam relativamente convencionais, implicando a realização do desejo heterossexual de um jovem casal bonito e geralmente virtuoso, esta impressão de uniformidade e moralismo pode ser uma ilusão criada por cristãos posteriores, que decidiram quais copiar para a posteridade. Escritores agora perdidos, como Loliano (o autor dos Contos Fenícios) e Jâmblico, parecem ter sido muito mais experimentais e sinistros. Mesmo assim, os textos sobreviventes (provavelmente com exceção do Conto de Éfeso de Xenofonte) mostram grande sofisticação no tratamento do caráter, da narrativa e da intertextualidade.
Duas histórias incluídas por Reardon em sua lista de romances sobreviveram apenas como resumos: As Maravilhas além de Tule, de Antônio Diógenes, e História Babilônica, de Jâmblico. Ambos os resumos são obra de Fócio em sua Biblioteca.

## Contexto
Houve um corpo de narrativas de aventura nos primeiros séculos antes de Cristo em diferentes grupos étnicos e áreas geográficas que pode ter fornecido as bases precursoras do romance grego antigo e também de outros gêneros similares, como o romance judaico. Nas posições mais extremas, S. West chega inclusive a propor que a história de José e Asenate teria sido um dos precursores, e J. W. B. Barns afirmou que todos os elementos do romance grego antigo já se encontravam presentes na literatura egípcia antiga. Um impulso novelístico é evidente no período helenístico pela existência de diversos romances populares do Oriente Próximo e Mediterrâneo. No entanto, o tema central desses outros gêneros de romance antigo eram valores de exaltação heroica nacional ou da família, enquanto os romances gregos antigos avançam como um valor central universal o amor romântico.